# RS-407
Pour les articles homonymes, voir Route 407.
La RS-407 est une route locale de l'État du Rio Grande do Sul.
Cette voie importante fait la jonction entre la BR-101 à partir de la localité de Morro Alto, sur le territoire de la municipalité de Maquiné, avec la RS-389 à Capão da Canoa. C'est une route alternative qui permet d'arriver sur le littoral nord en arrivant par la BR-101 sans utiliser la « Route de la Mer » (Estrada do Mar). Elle est longue de 16 km.